# Last Epic
Last Epic är ett studioalbum av det svenska progrock-bandet A.C.T. Den är en konceptskiva, som handlar om ett hyreshus och människorna som bor och lever i det.
- Bolag - Avalon Records (Remastrad och sedan utgiven på Atenzia Records)
- År - 2003
- Releasedatum - Jan 22, 2003
- Antal CD - 1

## Låtlista
1. Intro 0’48”
2. Wailings from a Building 4’21”
3. Mr. Landlord 4’40”
4. Torn by a Phrase 5’35”
5. Ted's Ballad 3’46”
6. Dance of Mr. Gumble 2’09”
7. Wake Up 4’27”
8. Manipulator 6’13”
9. A Loaded Situation 3’29”
10. The Observer 3’07
11. The Cause 3’26”
12. The Effect 4’39”
13. Summary 5’04”
14. Outro 1’15”